# Black Box (película)
Black Box, título original en francés Boîte noire, es una película francesa coescrita y dirigida por Yann Gozlan, estrenada en 2021.

## Argumento
Mathieu Vasseur, Ingeniero aeronáutico graduado por ENAC, técnico de la autoridad responsable de las investigaciones de seguridad en aviación civil, debe averiguar por qué el avión que cubría el vuelo Dubái-París se estrelló en los Alpes. El análisis de la caja negra le hace pensar más allá de un error humano o una avería técnica, e investiga en secreto para profundizar en un caso muy sospechoso.

## Reparto
- Pierre Niney: Mathieu Vasseur
- Lou de Laâge: Noémie Vasseur
- André Dussollier: Philippe Rénier
- Sébastien Pouderoux: Xavier Renaud
- Olivier Rabourdin: Victor Pollock
- Guillaume Marquet: Antoine Balsan
- Mehdi Djaadi: Samir
- Anne Azoulay: Caroline Delmas
- Aurélien Recoing: Claude Varins
- André Marcon: Dorval
- Philippe Maymat: el capitán
- Quentin d'Hainaut: el guardia de seguridad
- Lorène Devienne: Jeanne, la azafata de cabina
- Grégori Derangère: Alain Roussin

## Anécdota
Para la escena de recepción organizada por ENAC Alumni, el equipo de cine convocó a auténticos graduados de la École nationale de l'aviation civile.